# Watkins Glen International
Watkins Glen International ist eine Rennstrecke nahe der Ortschaft Watkins Glen im Bundesstaat New York. Unter Einheimischen und Fans ist sie auch als The Glen bekannt. Der Kurs kann in zwei Varianten befahren werden. Die kürzere Variante ist 2,45 Meilen (3,94 km) lang und hat sieben Kurven, die längere ist mit elf Kurven 3,40 Meilen (5,47 km) lang.
In den 1960er- und 1970er-Jahren wurden auf der Strecke im Osten der Vereinigten Staaten regelmäßig Rennen im Rahmen der Formel-1-Weltmeisterschaft ausgetragen. Rekordsieger sind der Schotte Jim Clark und der Engländer Graham Hill, die den Großen Preis der USA jeweils insgesamt dreimal für sich entschieden.

## Geschichte

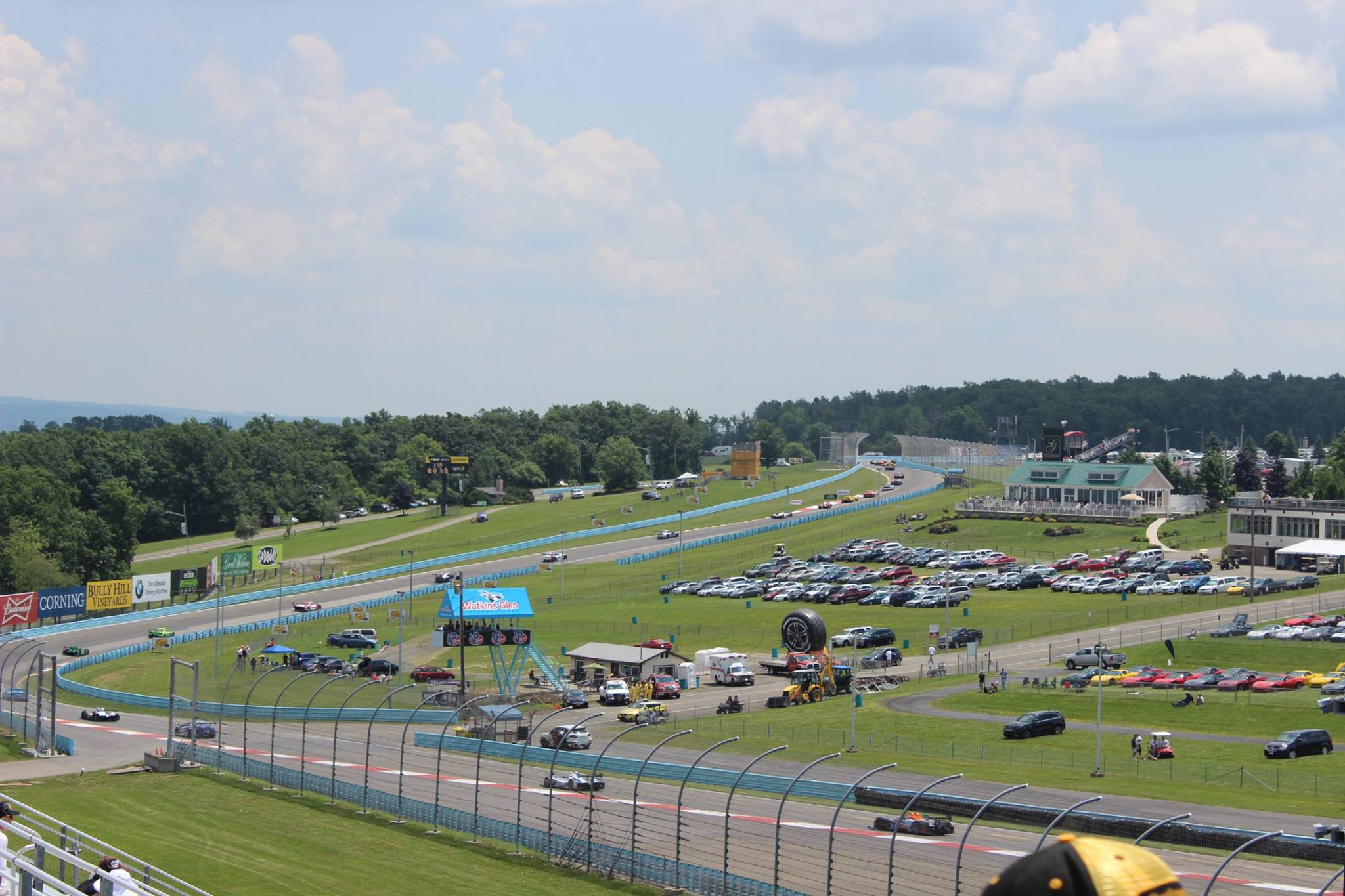
Rennen im Jahr 2014

Watkins Glen International Grand-Prix-Strecke mit 'Inner Loop' (1992–heute)

Watkins Glen International Kurzschluss mit 'Inner Loop' (1992–heute)

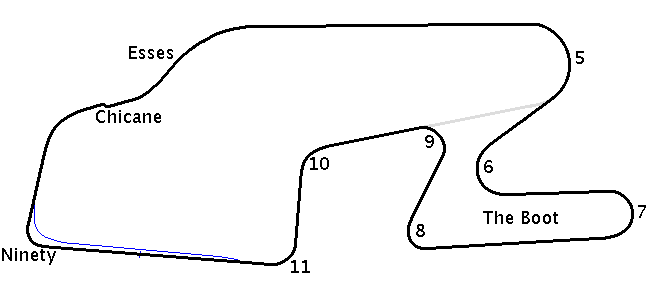
Watkins Glen International Grand-Prix-Strecke mit 'Esses' (1975–1985)

Watkins Glen International Grand-Prix-Strecke ohne 'Inner Loop' (1971–1974, 1986–heute)

Watkins Glen International Grand-Prix-Strecke (1956–1970)

Die ersten Rennen in Watkins Glen wurden 1948 auf öffentlichen Straßen durchgeführt, um Touristen in die Region zu locken. Dies gelang und aus dem Rennen wurde ein jährliches Event. Nachdem sich 1950 der Fahrer Sam Collier in seinem Ferrari überschlagen hatte und dabei ums Leben gekommen war sowie 1952 der spätere Formel-1-Pilot Fred Wacker zwölf Zuschauer bei einem Unfall schwer verletzt und ein Kind getötet hatte, wurde die Veranstaltung gestoppt und der Bau einer permanenten Rennstrecke geplant.
Im Jahr 1956 wurde der erste 2,3 Meilen lange Kurs eröffnet, der um eine bewaldete Bergkuppe herum gebaut worden war. Fünf Jahre später trug die Formel 1 in Watkins Glen erstmals einen Grand Prix aus. Von 1961 bis 1980 wurde insgesamt 20 Mal der Große Preis der USA ausgetragen, danach schaute sich die Formel 1 aus Imagegründen nach Alternativen um. Nicht vorhandene Hotels und pöbelnde wie randalierende Fans waren den Veranstaltern zunehmend ein Dorn im Auge gewesen, so dass sie sich schließlich entschieden, die Provinz gegen die Großstadt zu tauschen: Ab 1982 fand der Grand Prix der USA auf einem Stadtkurs in Detroit statt.
Nachdem auch die in den USA populäre IndyCar-Serie sich ein Jahr später zurückgezogen hatte, wurde die Strecke Mitte der 1980er Jahre an die International Speedway Corporation verkauft. Seit 1986 finden regelmäßig NASCAR-Rennen statt, die zu einer Veranstaltung mit tausenden Stock-Car-Fans ausgebaut wurden, die rund um die Strecke campieren. Das Rennen ist eines von nur zwei Rennen der Serie auf Straßenkursen. Von 2005 bis 2010 sowie 2016 und 2017 gastierte zudem die IndyCar Series auf der Strecke.
Die heutige Streckenform und -länge besteht seit den letzten Umbaumaßnahmen im Jahr 1992.

### Tödliche Unfälle
In Watkins Glen waren bisher mehrere Todesopfer bei Rennveranstaltungen zu beklagen, darunter zwei im Rahmen der Formel 1. 1973 starb im Training der Franzose François Cevert in seinem Tyrrell, woraufhin das Team sich vom Rennen zurückzog und Teamkollege Jackie Stewart, der bereits seinen Rücktritt zum Saisonende angekündigt hatte, nicht mehr zu seinem 100. Formel-1-Rennen kam. Der Österreicher Helmut Koinigg auf Surtees verunglückte 1974 beim Großen Preis der USA tödlich.

## Statistik

### Rekorde
- NASCAR Sprint Cup Qualifying: Jeff Gordon, 70,798 s (124,580 mph), 2003
- NASCAR Sprint Cup Rennen (220,5 Meilen): Mark Martin, 2:26:17 (100,300 mph), 1995
- NASCAR Nationwide Series Qualifying: Scott Pruett, 72,861 s (121,052 mph), 2001
- NASCAR Nationwide Series Race (200,9 Meilen): Terry Labonte, 2:11:47 (91,468 mph), 1996

### Alle Sieger von Formel-1-Rennen in Watkins Glen
| Nr. | Jahr | Fahrer             | Konstrukteur | Motor   | Reifen | Zeit          | Streckenlänge | Runden | Ø-Tempo      | Datum       | GP von  |
| --- | ---- | ------------------ | ------------ | ------- | ------ | ------------- | ------------- | ------ | ------------ | ----------- | ------- |
| 01  | 1961 | Innes Ireland      | Lotus        | Climax  | D      | 2:13:45,800 h | 3,701 km      | 100    | 166,010 km/h | 8. Oktober  | USA     |
| 02  | 1962 | Jim Clark          | Lotus        | Climax  | D      | 2:07:13,000 h | 3,701 km      | 100    | 174,553 km/h | 7. Oktober  | USA     |
| 03  | 1963 | Graham Hill        | B.R.M.       | B.R.M.  | D      | 2:19:22,100 h | 3,701 km      | 110    | 175,267 km/h | 6. Oktober  | USA     |
| 04  | 1964 | Graham Hill        | B.R.M.       | B.R.M.  | D      | 2:16:38,000 h | 3,701 km      | 110    | 178,775 km/h | 4. Oktober  | USA     |
| 05  | 1965 | Graham Hill        | B.R.M.       | B.R.M.  | D      | 2:20:36,100 h | 3,701 km      | 110    | 173,729 km/h | 3. Oktober  | USA     |
| 06  | 1966 | Jim Clark          | Lotus        | B.R.M.  | F      | 2:09:40,110 h | 3,701 km      | 108    | 184,952 km/h | 2. Oktober  | USA     |
| 07  | 1967 | Jim Clark          | Lotus        | Ford    | F      | 2:03:13,200 h | 3,701 km      | 108    | 194,631 km/h | 1. Oktober  | USA     |
| 08  | 1968 | Jackie Stewart     | Matra        | Ford    | D      | 1:59:20,290 h | 3,701 km      | 108    | 200,962 km/h | 6. Oktober  | USA     |
| 09  | 1969 | Jochen Rindt       | Lotus        | Ford    | F      | 1:57:56,840 h | 3,701 km      | 108    | 203,332 km/h | 5. Oktober  | USA     |
| 10  | 1970 | Emerson Fittipaldi | Lotus        | Ford    | F      | 1:57:32,790 h | 3,701 km      | 108    | 204,025 km/h | 4. Oktober  | USA     |
| 11  | 1971 | François Cevert    | Tyrrell      | Ford    | G      | 1:43:51,991 h | 5,435 km      | 59     | 185,237 km/h | 3. Oktober  | USA     |
| 12  | 1972 | Jackie Stewart     | Tyrrell      | Ford    | G      | 1:41:45,354 h | 5,435 km      | 59     | 189,079 km/h | 8. Oktober  | USA     |
| 13  | 1973 | Ronnie Peterson    | Lotus        | Ford    | G      | 1:41:15,799 h | 5,435 km      | 59     | 189,999 km/h | 7. Oktober  | USA     |
| 14  | 1974 | Carlos Reutemann   | Brabham      | Ford    | G      | 1:40:21,439 h | 5,435 km      | 59     | 191,714 km/h | 6. Oktober  | USA     |
| 15  | 1975 | Niki Lauda         | Ferrari      | Ferrari | G      | 1:42:58,175 h | 5,435 km      | 59     | 186,850 km/h | 5. Oktober  | USA     |
| 16  | 1976 | James Hunt         | McLaren      | Ford    | G      | 1:42:40,741 h | 5,435 km      | 59     | 187,379 km/h | 10. Oktober | USA Ost |
| 17  | 1977 | James Hunt         | McLaren      | Ford    | G      | 1:58:23,267 h | 5,435 km      | 59     | 162,516 km/h | 2. Oktober  | USA Ost |
| 18  | 1978 | Carlos Reutemann   | Ferrari      | Ferrari | M      | 1:40:48,800 h | 5,435 km      | 59     | 190,847 km/h | 1. Oktober  | USA Ost |
| 19  | 1979 | Gilles Villeneuve  | Ferrari      | Ferrari | M      | 1:52:17,734 h | 5,435 km      | 59     | 171,333 km/h | 7. Oktober  | USA Ost |
| 20  | 1980 | Alan Jones         | Williams     | Ford    | G      | 1:34:36,050 h | 5,435 km      | 59     | 203,380 km/h | 5. Oktober  | USA Ost |

Rekordsieger Fahrer: Jim Clark, Graham Hill (je 3)
Rekordsieger Fahrernationen: Großbritannien (11)
Rekordsieger Konstrukteure: Lotus (7)
Rekordsieger Motorenhersteller: Ford (11)
Rekordsieger Reifenhersteller: Goodyear (8)